# Lázaro Barbieri
Lázaro Nazareno de Jesús Barbieri (Ramos Mejía, Buenos Aires, 15 de enero de 1911-San Miguel de Tucumán, 7 de diciembre de 1995) fue un político argentino, gobernador de la Provincia de Tucumán entre 1963 y 1966.

## Biografía
Se graduó de perito agrónomo en la Escuela de Agricultura de Córdoba. Luego, se radicó en Tucumán donde obtuvo si título de profesor de Historia y Geografía de la Facultad de Filosofía y Letras de la Universidad Nacional de Tucumán (UNT), en 1944
Actuó desde la Unión Cívica Radical (UCR) y luego en el Partido Socialista. Su militancia le valió varias temporadas en la cárcel.[cita requerida] En 1955, fue designado por el dictador Pedro Eugenio Aramburu director general de Enseñanza de Tucumán y en 1956 presidente del Consejo de Educación.
La UNT lo designó director del Departamento de Extensión Universitaria. Allí desarrolló una vasta y eficaz acción, de 1958 a 1963.[cita requerida] En 1963, la UCR del Pueblo lo postuló como candidato a la gobernación. Las incidencias en el Colegio Electoral, que empantanban la elección de un nuevo gobernador, determinaron que los electores de la UCR Intransigente sumaran sus votos a los de la UCR del Pueblo (recurso utilizado por los radicales en el caso de las elecciones de Miguel Mario Campero) por lo que Lázaro Barbieri, fue consagrado gobernador.

## Gobernación
Asumió como gobernador el 12 de octubre de 1963. Su administración se desarrolló con graves problemas presupuestarios, en un contexto de gran crisis económica y agitación gremial, lo cual dificultó su gestión. La provincia pasaba por una situación económica delicada, siendo el déficit del estado provincial la principal causa de la parálisis en la administración estatal, durante su gobierno enfrentaría serías huelgas que serían reprimidas con dureza, Su gobierno coincidió con la etapa más aguda de crisis de la industria azucarera, ocasionada por la caída de la producción y la rentabilidad de los ingenios, muchos de los cuales se encontraban en virtual estado de bancarrota, ya que muchas de las firmas industriales se encontraban endeudadas con bancos particulares y con el estado nacional. Esta situación además, coincidió con la movilización de los sindicatos obreros del surco y de las fábricas, identificados con el peronismo proscripto, mientras se hacía presente el movimiento de sacerdotes tercemundistas, quienes comenzaron a insertarse en las poblaciones rurales deprimidas del interior de la provincia. 
Según algunos historiadores, al analizar los sucesos de  febrero de 1966, cuando  estalló en el Ingenio Nueva Baviera, una huelga general de jornaleros, ante ello Barbieri pidió al gobierno nacional el envío de fuerzas militares causando 17 muertos entre el 19 y 23 de febrero. Esta información histórica no ha sido verificada, mientras el estado de convulsión social  entre marzo y mayo del 66 porovocaría que  la provincia entraría en un virtual estado de descomposición social En mayo de 1966 tras hallarse el cadáver de Leopoldo Achaval, un joven abogado peronista secuestrado por las fuerzas policiales en enero de 1966, se desatarían protestas en Tafi del Valle, ante elló se declaró el total estado de emergencia,sucesos que quedaron envueltos en el Golpe de Estado de junio de 1966, que declaró disueltos los tribunales inferiores, la legislatura provincial y el tribunal de faltas.
La situación crítica que atravesó del gobiernode Lázaro Barbieri fue el caldo de cultivo para la crisis social y la posterior la resistencia popular a las medidas adoptadas por la dictadura de Juan Carlos Onganía para "redordenar" la industria azucarera a través del denominado "Operativo Tucumán".  
El gobierno de Barbieri fue intervenido el 28 de junio de 1966 por la Revolución Argentina. Lázaro Barbieri fue reemplazado por el general Delfor Elías Otero y luego por el general Fernando Aliaga García. Barbieri fue puesto preso y procesado, pero al año siguiente se lo sobreseyó.
Tiempo antes de ser derrocado el gobernador Barbieri señaló con notable anticipación:

Si los problemas de la provincia no se resuelven, Tucumán tendrá que ser dividida en dos partes: una se la daremos al Norte, para que los industriales de Salta y Jujuy cuiden de ella; y a los otros 500.000 habitantes, que se los lleve Buenos Aires: total, ya está acostumbrado a acumular escombros en sus villas miseria

## Publicaciones
- La integración de latinoamericana (1958)[cita requerida]
- La extensión universitaria como problemática fundamental de la universidad actual[cita requerida]
- Problemática del sistema educativo, LA.
- Introducción al estudio de la sociología (1973)
- Sociología del trabajo (1975)